# Jade Starr
Jade Starr (Columbus, Georgia; 14 de septiembre de 1981) es una actriz pornográfica retirada y modelo erótica estadounidense.

## Biografía
Jade Starr nació en el estado de Georgia en el seno de una familia con ascendencia irlandesa y nativoamericana, en concreto del pueblo cheroqui. No se sabe mucho de su vida antes de 2005, año en el que a sus 24 años entra en la industria pornográfica, debutando con la película Alternative Worldz - Atlanta.
Después de entrar en la industria del cine X, Starr ha trabajado para compañías como Evil Angel, Hustler, VCA, Club Jenna, Digital Playground, Penthouse, Adam & Eve, Playboy, Naughty America o la productora de Belladonna, entre otras.
Fue nominada en dos ocasiones en los Premios AVN. La primera, en 2006 en la categoría de Mejor escena de sexo lésbico en grupo por la película Kill Girl Kill 2, junto a Justine Joli. La segunda, en 2010 a la Mejor escena de trío lésbico por Fuck the World junto a Jayme Langford y Natalie Minx.
Jade Starr se considera bisexual. Se retiró de la carrera de actriz en 2010, con 37 películas grabadas. Después trabajó como modelo erótica para marcas como Naughty America.
Algunos trabajos de su filmografía fueron Andrew Blake X, Blacklight Beauty, A Beautiful Creation, Fresh Young Lesbians, King Cobra, Lesbian Lovin'  o Power Play.

## Premios y nominaciones
| Año  | Ceremonia   | Resultado | Premio                                | Trabajo          |
| ---- | ----------- | --------- | ------------------------------------- | ---------------- |
| 2006 | Premios AVN | Nominada  | Mejor escena de sexo lésbico en grupo | Kill Girl Kill 2 |
| 2010 | Premios AVN | Nominada  | Mejor escena de trío lésbico          | Fuck the World   |